# Ivar Tollefsen

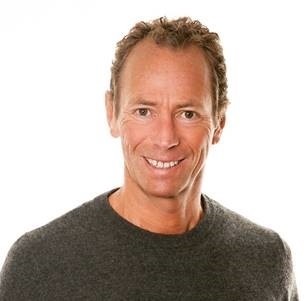
Ivar Tollefsen, 2018

Ivar Erik Tollefsen (* 23. Juni 1961) ist ein norwegischer Unternehmer, Bergsteiger und Rallyefahrer. 

## Bekanntheit und Investition
Bekanntheit erlangte Tollefsen durch mehrere Antarktis-Expeditionen, Erstbesteigungen und seinen vierten Platz bei der Rallye Dakar 2009. Zum Milliardär wurde er durch Immobiliengeschäfte. Laut Forbes-Liste der reichsten Menschen der Welt steht Tollefsen auf Platz 804 mit einem Vermögen von rund 3,1 Milliarden Dollar (2,6 Milliarden Euro). Tollefsen kontrolliert den schwedischen Wohnungskonzern Heimstaden Bostad und stieg im Herbst 2020 in größerem Stil im Berliner Markt für Wohnungsimmobilien ein. Der Konzern erwarb 2021 für rund 830 Millionen Euro 3902 Wohnungen in zentralen Lagen Berlins, was Proteste betroffener Mieter hervorruft.

## Alpinismus
Tollefsen unternahm mehrere Antarktis-Expeditionen. 1994 gelangen ihm dabei Erstbesteigungen von Jøkulkyrkja (3148 m), Ulvetanna (2931 m), Geßnerspitze (3021 m), Kinntanna (2724 m) und Holtanna Nordgipfel (2630 m), 1996/1997 der Rondespiret (2427 m). 2006 folgte die Erstbegehung einer Route durch die Ulvetanna-Nordwand (Schwierigkeitsgrad A4 5.10, 21 Seillängen, 960 Meter, 16 Tage) mit Robert Caspersen, Stein-Ivar Gravdal und Trond Hilde sowie sechs Erstbesteigungen in den Holtedahl-Bergen.

## Werke
- Queen Maud Land – Antarctica. Mortensen, Oslo 1994, ISBN 8-252-71250-9 (norweg. Original Dronning Maud Land. ISBN 82-527-1250-9).
- Antarctica, The Ronde Spire. Orion, Oslo 1997, ISBN 82-458-0263-8 (norweg. Original Antarktis, Rondespiret – 17 døgn i Rondespirets nordvegg. ISBN 82-458-0252-2).
- mit Stein P. Aasheim: Fem fjell. Hjemmet Mortensen, Oslo 1992, ISBN 82-527-1216-9.
- The Wolf’s Fang – 11 Days on the Northwest Wall of Ulvetanna. In: American Alpine Journal, Band 38, Nr. 70, 1996, S. 56.
- On the North-West Wall of Ulvetanna. In: The Alpine Journal, 1997, S. 13–21.